# 18. august
18. august er dag 230 i året i den gregorianske kalender (dag 231 i skudår). Der er 135 dage tilbage af året.
Agapetus dag. En 14-årig from romerdreng, som blev brændt på bålet, da løverne i Circus ikke ville dræbe ham omkring år 200.

### Begivenheder
Født - Dødsfald
- 1700 - Freden i Traventhal: Den Korte Krig mellem Danmark og Sverige sluttes med en fredstraktat på slottet Traventhal i Holsten. Krigen var startet af Danmark, der ville have Gottorp med i kongeriget. Krigen endte dog med dansk nederlag og traktaten fastslog, at Gottorphertugen havde ret til at holde hær, bygge fæstninger og indgå forbund med andre.
- 1743 - Ved Freden i Åbo efter Den russisk-svenske krig afstår Sverige de sydøstligste dele af Finland til Rusland.
- 1858 - For første gang lykkes det at morse et telegram fra Amerika til Europa.
- 1868 - Pierre Janssen, fransk astronom, opdager helium under en total solformørkelse i Indien.
- 1871 - Det første tog kan køre gennem Alperne, da den sidste hånd lægges på Mont Cenis-tunnelen, som forbinder Modena med Bardonnèche.
- 1877 - Asaph Hall opdager Mars-månen Phobos.
- 1913 - Det internationale fodboldforbund FIFA indfører en ny regel i fodbold - ved frispark skal modstanderen holde en afstand på 10 yards (9,15 meter).
- 1917 - Ved en voldsom brand ødelægges cirka en tredjedel af Thessaloniki i Grækenland og 70.000 mennesker bliver hjemløse.
- 1941 - Under 2. verdenskrig vedtager den danske Rigsdag enstemmigt Loven om Forbud mod Kommunistisk Virksomhed.
- 1951 - En cyklon, der rammer Jamaica og Mexico, dræber 260.
- 1955 - En cyklon på USA's østkyst koster 400 livet.
- 1958 - Vladimir Nabokovs kontroversielle roman Lolita udkommer i USA.
- 1960 - Den amerikanske Food and Drug Administration giver tilladelse til en kombination af norethynodrel (syntetisk gestagen) og mestranol (østrogen) under navnet ”Enovid”. P-pillen er dermed født. I Danmark godkendes p-pillen først i 1965.
- 1961 - Olieraffinaderiet i Kalundborg indvies.
- 1964 - Sydafrika bliver udelukket fra de Olympiske Lege på grund af landets apartheid-politik.
- 1966 - I Kina indledes Maos kulturrevolution, da forsvarsminister Lin Biao under et massemøde hilser på de første rødgardister.
- 1969 - På grund af faldende omsætning i butikkerne i Helsinge indfører man kys i stedet for rabat. Kunder, der ønsker det, kan få et kys af ekspedienten efter afsluttet handel. De, der ikke vil kysses, får et negerkys (en flødebolle). Omsætningen begynder med det samme at stige.
- 1969 - Jimi Hendrix spiller som det sidste navn på Woodstock-festivalen.
- 1971 - Tuborg-direktør Viggo J. Rasmussen tvinges med pistol, giftsprøjte og bombetrusler til at udlevere 1,8 millioner kr. Røveren anholdes en måned senere.
- 1977 - Anti-apartheid-aktivisten Steve Biko arresteres i Sydafrika. Han dør nogle dage senere af skader påført under hans arrestation, og han bliver et symbol for kampen mod apartheid.
- 1978 - Nakskov Skibsværft afskediger 800 af sine 1.900 ansatte.
- 1978 - Bokseren Jørgen "Gamle" Hansen mister sin Europamestertitel, da han i Villach i Østrig diskvalificeres for et urent slag mod Joseph Pachler.
- 1988 - Hells Angels rockeren Jørn "Jønke" Nielsen idømmes i Østre Landsret 16 års fængsel for mordet på præsidenten for rockergruppen Bullshit, “Makrellen”, fire år tidligere.
- 1988 - Et gidseldrama i Vesttyskland får en blodig afslutning på motorvejen uden for Bonn, da politiet åbner ild mod en bil med to kaprere, en kvindelig medhjælper og tre gidsler. Det ene gidsel bliver dræbt under ildkampen.
- 1989 - I Vestberlin sætter mexicaneren Arturo Barrios ny verdensrekord i 10.000 meter løb med tiden 27.08,23 minutter. Det er 5/100 sekund hurtigere end den gamle rekord fra 1984.
- 1991 - Sovjetunionen kollapser. Præsident Michail Gorbatjov sættes i husarrest.
- 1996 - En molbo vinder 9.971.090 kr. i lotto, hvilket på daværende tidspunkt er dansk rekord.
- 1999 - I Parken i København spiller Danmarks fodboldlandshold 0-0 mod Holland i en venskabskamp.
- 2005 - En massiv strømafbrydelse finder sted på den Indonesiske ø Java. Op mod 100 millioner mennesker menes at være berørt.
- 2007 - It-konferencen PodCamp Pittsburgh 2, hvor begrebet bacn bliver opfundet, løber af stablen.
- 2008 - Pakistans præsident Pervez Musharraf tvinges til at træde tilbage efter trusler om en rigsretssag.

### Født
- 1750 - Antonio Salieri, italiensk komponist (død 1825).
- 1830 - Franz Joseph 1., østrigsk kejser (død 1916).
- 1904 - Max Factor, polsk-amerikansk parfumefabrikant (død 1938).
- 1906 - Marcel Carné, fransk filminstruktør (død 1996).
- 1907 - Ragnhild Andersen, dansk politiker (død 1990).
- 1917 - Caspar Weinberger, amerikansk politiker (død 2006).
- 1919 - Walter Hickel, amerikansk guvernør (død 2010).
- 1920 - Shelley Winters, amerikansk skuespillerinde (død 2006).
- 1922 - Alain Robbe-Grillet, fransk forfatter (død 2008).
- 1925 - Brian Aldiss, engelsk forfatter (død 2017).
- 1927 - Rosalynn Carter, amerikansk præsidentfrue (død 2023).
- 1927 - Feliks Nikolaevitj Kovaljov, russisk-sovjetisk advokat og diplomat (død 2014).
- 1932 - Zito, brasiliansk fodboldspiller (død 2015).
- 1933 - Roman Polanski, fransk-polsk filminstruktør.
- 1933 - Just Fontaine, fransk fodboldspiller (død 2023).
- 1934 - John Nehm, dansk forfatter (død 2019).
- 1936 - Robert Redford, amerikansk skuespiller og filminstruktør.
- 1948 - Peder Kragerup, dansk kapelmester.
- 1952 - Patrick Swayze, amerikansk skuespiller (død 2009).
- 1961 - Ester Brohus, dansk sangerinde.
- 1969 - Christian Slater, amerikansk skuespiller.
- 1976 - Daphnée Duplaix Samuel, amerikansk skuespiller og model.
- 1983 - Michael Holbrook Penniman Jr., libanesisk sanger

### Dødsfald
- 1227 - Djengis Khan, Mongolsk hersker.
- 1276 - Hadrian 5., italienskfødt pave (født ca. 1205).
- 1503 - Alexander 6., spanskfødt pave (født 1431).
- 1559 - Paul 4., italienskfødt pave (født 1476).
- 1765 - Frans 1. Stefan, tysk-romersk kejser (født 1708).
- 1850 - Honoré de Balzac, fransk forfatter (født 1799).
- 1990 - Grethe Ingmann, dansk sangerinde (født 1938).
- 1992 - John Sturges, amerikansk filminstruktør (født 1911).
- 2009 - Hildegard Behrens, tysk operasanger (født 1937).
- 2009 - Kim Dae-jung, sydkoreansk præsident (født 1925).
- 2023 - Jørn Riel, dansk forfatter (født 1931).

|  | Denne datoartikel kan blive bedre, hvis der indsættes et (bedre) billede Du kan hjælpe ved at afsøge Wikimedia Commons for et passende billede eller uploade et godt billede til Wikimedia Commons iht. de tilladte licenser og indsætte det i artiklen. |